# Аллерсон, Александр
Александр Аллерсон (также Аллерзон, нем. Alexander Allerson; род. 19 мая 1930, Остероде, Восточная Пруссия) — немецкий актёр.

## Биография
По окончании школы Аллерсон в течение четырёх семестров изучал театральное искусство, затем брал уроки актёрского мастерства. В 1954—1962 годах служил в разных театрах, в том числе в Вуппертале и Дюссельдорфе. Много ездил с гастролями. Сыграл роли Мефистофеля в «Фаусте» и заглавную роль в «Валленштейне». Значительное место в творчестве актёра занимают кино и телевидение. Чаще снимается в ролях отрицательных персонажей. Много занимается озвучиванием. Проживает в Мюнхене.

## Избранная фильмография
- 1961 — Фирма Хессельбах / Die Firma Hesselbach (сериал) — художник Георг Цорн
- 1966 — Потасовка в Панаме / Du rififi à Paname
- 1969 — Битва за Британию / Battle of Britain — майор Брандт
- 1972 — Людвиг / Ludwig — статс-секретарь
- 1972 — Давайте, ребята / Più forte, ragazzi!
- 1972 — И дождь смывает все следы / Und der Regen verwischt jede Spur — доктор Хаузерман
- 1973 — Меня зовут Никто / Il mio nome è Nessuno — Рекс
- 1974 — Досье ОДЕССА / The Odessa File — доктор Ратингер
- 1976 — Сатанинское зелье / Satansbraten — Верлегер
- 1976 — Китайская рулетка / Chinesisches Roulette — Герхард Христ
- 1976 — Я только хочу, чтобы вы меня любили / Ich will doch nur, daß ihr mich liebt —  отец Петера
- 1978 — Отчаяние / Despair — Eine Reise ins Licht — Майер
- 1981 — Лили Марлен / Lili Marleen — Гедеке
- 1997 — Сексуальная Лисси / Sexy Lissy — врач